# Steamboat Springs
Steamboat Springs es una ciudad ubicada en el condado de Routt en el estado estadounidense de Colorado. En el Censo de 2010 tenía una población de 12 088 habitantes y una densidad poblacional de 459,64 personas por km².

## Geografía
Steamboat Springs se encuentra ubicada en las coordenadas 40°28′33″N 106°49′24″O / 40.47583, -106.82333. Según la Oficina del Censo de los Estados Unidos, Steamboat Springs tiene una superficie total de 26.3 km², de la cual 26.27 km² corresponden a tierra firme y (0.11%) 0.03 km² es agua dulce.

## Demografía
Según el censo de 2010, había 12 088 personas residiendo en Steamboat Springs. La densidad de población era de 459,64 hab./km². De los 12 088 habitantes, Steamboat Springs estaba compuesto por el 94.04% blancos, el 0.65% eran afroamericanos, el 0.41% eran amerindios, el 0.79% eran asiáticos, el 0.04% eran isleños del Pacífico, el 2.53% eran de otras razas y el 1.55% pertenecían a dos o más razas. Del total de la población el 8.48% eran hispanos o latinos de cualquier raza.

## Hermanamientos
- San Martín de los Andes, Argentina

- Saas-Fee, Suiza